# Toru Muranishi
Toru Muranishi (jap. 村西とおる Muranishi Tōru) (ur. 9 września 1948 w Iwaki) – japoński aktor, reżyser i producent filmów pornograficznych.
Był jedną z największych japońskich gwiazd porno przełomu lat 80. i 90. XX wieku. Działalność rozpoczął jako sprzedawca czasopism pornograficznych, a z czasem został nazwany „Imperatorem porno” i „Najbrudniejszym człowiekiem w branży”.

## Życiorys

### Wczesne lata
Toru Muranishi urodził się w Iwaki w prefekturze Fukushima. Po ukończeniu szkoły średniej Muranishi przeprowadził się do Tokio, gdzie zajął się sprzedażą książek.

### Kariera
Na początku lat 80. stworzył sieć punktów detalicznej sprzedaży czasopism pornograficznych, a pod koniec 1984 roku Muranishi dołączył do nowo powstałego studia Crystal-Eizou dla którego wkrótce zaczął reżyserować filmy. 
Jego twórczność bywała często odbierana jako nowatorska czy ekstrawagancka, co zawdzięcza takim produkcjom jak np. Conch Shell (jap. ホラ貝 Hora Kai) w której aktorka dmuchała w muszlę (jak w niektórych buddyjskich rytuałach), aby zasygnalizować orgazm .
Muranishi miał w swojej karierze wiele problemów z prawem, łącznie został skazany siedem razy za przestępstwa. W czerwcu 1986 roku Muranishi został aresztowany za naruszenie japońskiej Child Welfare Act (jap. 児童福祉法 Jidō Fukushi Hō) poprzez wykorzystanie nieletniej aktorki w filmach. W tym samym roku Muranishi zabrał ekipę na Hawaje na sesję, podczas której nakręcił 30 filmów w ciągu 30 dni, i w konsekwencji której w grudniu 1986 r. został aresztowany za naruszenia amerykańskich przepisów paszportowych i oskarżony na podstawie ustawy Manna. Został zwolniony w lipcu następnego roku. W sierpniu 1988 roku Muranishi został ponownie aresztowany i ukarany grzywną za zatrudnienie 17-letniej aktorki.
We wrześniu 1988 Muranishi opuścił Crystal-Eizou i założył własną firmę Diamond Visual (jap. ダイヤモンド映像 Daiyamondo Eizō). Według Kjella Fornandera, Diamond Visual był „gigantem wideo, który doprowadził pornografię do nowych granic, a często nawet je przekroczył”.  W latach 90. nastąpiła zmiana koniunktury na rynku, co poskutkowało bankructwem jego fimy.
Od tamtego czasu reżyser kontynuuje swoją karierę, lecz w mniejszej skali.

## Odniesienia w kulturze
Muranishi jest pierwowzorem częściowo biograficznego serialu Nagi reżyser, który miał premierę na Netfliksie 8 sierpnia 2019 r.
24 czerwca 2021 r. Netflix wydał drugi sezon serialu, nie planując trzeciego sezonu.